# Alburgh (Vermont)
Alburgh es un pueblo ubicado en el condado de Grand Isle en el estado estadounidense de Vermont. En el año 2010 tenía una población de 1998 habitantes y una densidad poblacional de 15,81 personas por km².

## Geografía
Alburgh se encuentra ubicado en las coordenadas 44°57′29″N 73°17′30″O / 44.95806, -73.29167.

## Demografía
Según la Oficina del Censo en 2000 los ingresos medios por hogar en la localidad eran de $33,148 y los ingresos medios por familia eran $39,783. Los hombres tenían unos ingresos medios de $30,655 frente a los $23,750 para las mujeres. La renta per cápita para la localidad era de $16,285. Alrededor del 12.8% de la población estaba por debajo del umbral de pobreza.